# それを愛と呼ぶだけ
『それを愛と呼ぶだけ』は、まふまふの2つ目の配信限定シングル。2020年2月21日に配信開始。

## 概要
- 『NTTドコモ ドコモの学割キャンペーン』タイアップソングとして、橋本環奈や浜辺美波出演の卒業アルバム感覚によるWebムービー『カンナとミナミの卒業』篇に起用された[3]。
- また、同年の8月15日には、YouTubeのみでミュージック・ビデオが公開されている。